# Mihai Chițac
Mihai Chițac (4 de noviembre de 1928 – 1 de noviembre de 2010) fue un general rumano, que ocupó el cargo de Ministro de Interior de 1989 a 1990 durante los últimos días de la era comunista en Rumanía. En 2008, Chițac y otro general, Victor Stănculescu, fueron declarados culpables de homicidio agravado por el  Tribunal Supremo por las muertes a tiros de manifestantes prodemocracia durante la Revolución rumana de 1989.
Las fuerzas de seguridad comunistas rumanas dispararon munición real contra manifestantes y civiles entre el 17 y el 20 de diciembre de 1989, matando a 72 civiles e hiriendo a otros 253. Los generales Chițac y Stănculescu fueron originalmente condenados y sentenciados por múltiples cargos de asesinato agravado durante un juicio en 1999. El juicio había declarado culpables de ordenar a las tropas y a las fuerzas de seguridad que dispararan contra manifestantes prodemocráticos y anticomunistas en Timișoara. Las penas de prisión de Chițac se suspendieron en seis ocasiones debido al deterioro de su salud.
El Tribunal Supremo rumano condenó además a Chițac y Stănculescu a quince años de prisión por homicidio agravado el 16 de octubre de 2008. Chiţac fue ingresado en el Hospital Militar de Bucarest el 19 de septiembre de 2010, por problemas cardíacos y tumores descubiertos ese mismo mes. Murió en su casa en Bucarest a las 10 de la mañana el 1 de noviembre de 2010, 3 días antes de cumplir 82 años. Está enterrado en el Cementerio de Ghencea.